# جبهه کارگری آلمانی

پرچم DAF

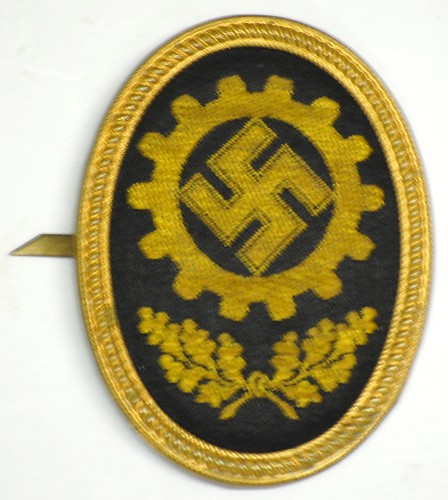
سربند.

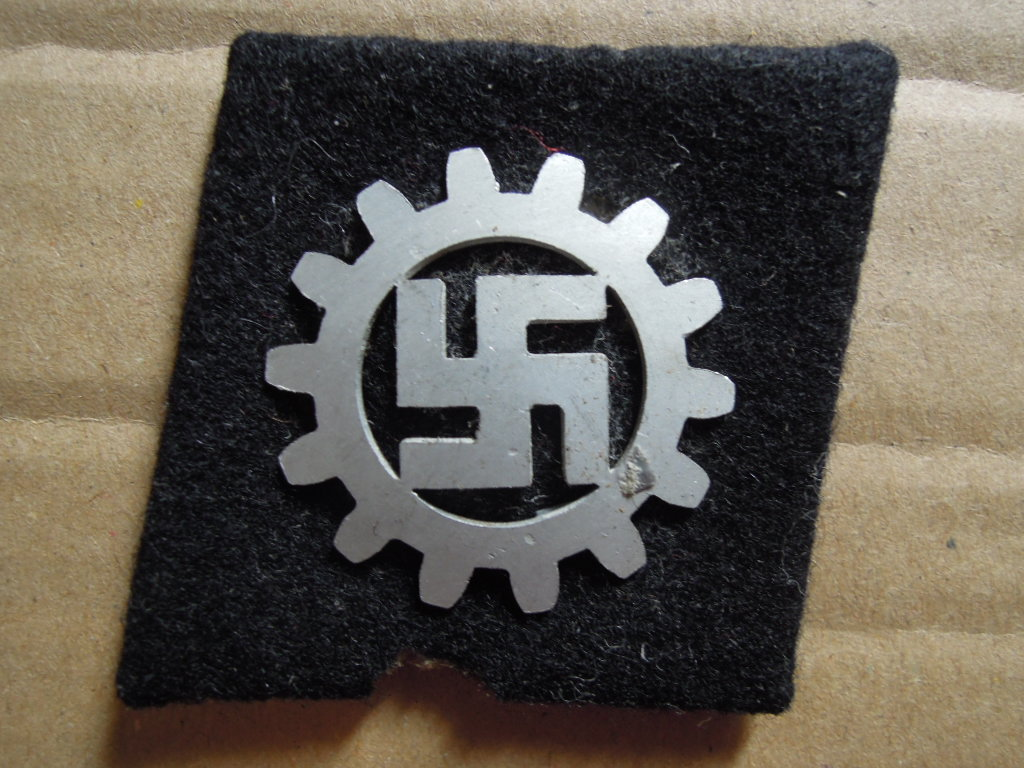
الماس

جبهه کارگری آلمانی یا ده آ اف (به آلمانی: Deutsche Arbeitsfront, DAF) سازمان سندیکای ناسیونال سوسیالیست بود که پس از رسیدن آدولف هیتلر به قدرت جایگزین سندیکاهای متعدد جمهوری وایمار شد.
روبرت لای، که هدف آن را ایجاد یک جامعه اجتماعی و سازنده واقعی اعلام کرد رهبر آن بود. د آ اف در تئوری فضایی بود که کارگران و مالکین از مجرای آن می‌توانستند علایق مشترک شان را نمایندگی کنند. حقوقها توسط ۱۲ هیئت امنای د آ اف تعیین می‌شد. کارمندان حقوقهای بالا و تضمین شغلی دریافت کردند، اخراج بشدت سخت شد، برنامه‌های تامین اجتماعی توسط جبهه کارگری آغاز شد، غذاخوری، وقفه در کار و برنامه منظم کاری و برنامه‌های رفاهی شروع شد و کارگران آلمانی نتیجتاً عموماً از آن چه ده آ اف در عوض وفاداری کامل به ایشان می‌داد راضی بودند.